# Johann Beer
Johann Beer, també altres cognoms; Bähr, Baer, o Behr, llatinitzat és Ursus o Ursinus (Sankt Georgen im Attergau, 28 de febrer de 1655 – Weissenfels, 6 d'agost de 1700) fou un compositor pertanyent a la cort oficial austríaca.
Beer va néixer a Àustria de pares protestants. Dotat d'una bella veu de tenor, i dominant a més el violí i el clavicordi, començà a compondre molt jove i el 1676 fou nomenat mestre de capella del August de Saxònia-Weissenfels i també com a contratenor. A la mort del duc, fou nomenat director dels concerts de Weissenfels. En 1700, Beer va morir, amb 45 anys, com a resultat d'un accident de caça.
Més que com a compositor era conegut com a polemista i, sobre tot, pel violent llenguatge que emprava en els seus escrits. Deixa Ursus murmurat... (Weimar, 1697), Vulpus vulpinatur... (Weissenfels, 1697), Bellum musicum... (Weiamr, 1701), Musikalische discurse... (Nuremberg, 1719), un tractat de composició titulat Schola phonologica que no arribà a imprimir-se, diverses composicions musicals, fulletons i alguns assaigs sobre filosofia, que també restaren inèdits.
Els seus escrits còmics són una reminiscència de Hans Jakob Christoffel von Grimmelshausen.
La seva obra de teoria musical Musikalische elaboració dels discursos revela la pràctica del funcionament barroc alemany.